# よめせんっ!
『よめせんっ！』は、マサト真希による日本のライトノベル。イラストはごまさとしが担当。電撃文庫（アスキー・メディアワークス）より2009年11月から2013年1月まで刊行された。

## あらすじ
霊感のある高校生・鰹屋広人が拾った可愛い子猫は翌朝、全裸の美少女・ねこがみさまに変わり、彼の氏神であると告げる。
さらに彼女は鰹屋家繁栄のため、広人に1000人の嫁を授けると宣言する!
その日から広人の周囲に集まってくる人外の美女・美少女たち、そしてツンデレ幼馴染や変態美女の巻き起こす大騒動。
ねこがみさまの「ご利益」で広人は幸せになれるのか…?
神様や妖怪たちのにぎやかハートフルライフ&ラブコメディ。

## 登場人物

### 主要人物
鰹屋 広人（かつおや ひろと）
主人公。物語開始時は有里間（ありま）高校の1年生で、3巻で2年生に進級。霊感があり幽霊を見たり妖し（あやかし）の気配を感じ取ることができる。そのため周囲からは浮いた存在だが、生来の優しさと困ったものを見捨てられない人の良さから、一部の人間と妖しからは慕われている。料理を始めとして家事能力は高い。高校受験の日に祖母・おりんを亡くしてからは、残されたわずかな蓄えと、静岡にあるおりんの実家の援助で生計を立てている。ボロアパート「グランパレス有里間」の101号室（バス・キッチン付き6畳1間、家賃は共益費込みで28000円）に愛猫モサコさんと暮らしていた。
両親は生まれてすぐの広人をおりんに預けたまま、海外に住んでいるらしい。一般人である彼らはおりんとの折り合いが悪く、葬儀にも出席しなかった。
実は祖母譲りの高い潜在能力を持つが、そちら方面の修行は一切していないため、普段は目立った力を発揮することはない。しかしその「言霊」は非常に強力であり、耀姫やみっちゃんには警戒されている。
ねこがみさま
広人が拾った子猫が変化した少女で鰹屋家の（押しかけ）氏神。外見は銀色の髪を持つ美少女で、気を抜くと猫耳と尻尾（先端が二股になっている）が出てしまう。高い霊力を持つが、神通力などはほとんど使えない。ただし人外のものの本性を暴くことができ、封印されていた守宮や夜刀やミミらを解放した。おかかご飯が好物で、優に10杯はおかわりする。普段はやや古風な口調で話すが、興奮して我を忘れたりすると猫化する。
広人の幸せと鰹屋家の繁栄のため、広人に1000人の嫁（これが表題の由来である）を授けることにこだわる。広人からは度々抗議されているが、何故かこの点に関してだけは考えを改めようとしない。
5巻現在の「嫁」は75人+2匹　マイナス1

### 鰹屋家の住人
夜刀（やと）
巫女のような衣装を着た無表情な美幼女。正体は大蛇の化身で実年齢は1000歳を超える。かつては人に害をなす妖怪だったが、おりんに調伏された。その時に成長を封じられたらしい。本人いわく、2000歳を超えたらものすっごい美女になる予定だったとのことで、そのこともあっておりんを恨みつつも慕っている。髪の房や影を蛇に変えて操り、敵を締め上げて動きを封じたり、丸呑みして力を奪うことができ、また水を操れるような描写もある。耀姫によれば高い妖力を持ち、金狐の化身をも見破ることができる。好物は生卵。語尾は「〜のよ」「〜なのよ」。
ミミ
金髪の美少女で本名はミシュリーヌ・マルブランシュ。妖しとしての種別は天井下がりで、天井から逆さにぶら下がることができ（重力の影響を受けないわけではなく、地上に長くいると「足に血が下がって」気分が悪くなる）非常に長い舌は自在に操ることができる。力はあまり無いが行動の自由さが意外に役立つことが多い。甘ロリファッションを好む。衣服は妖力で出すことができ（他人に貸与することもできるが、その場合は一定時間で消えてしまう）、逆さになっても（気を抜いている時以外は）乱れることは無い。かつては人間で、フランス人外交官の父に従って来日したが、風土の違いから身体を壊し、病臥中に天井下がりと出会う。その妖しと同化したのか、死後に妖しとなったのかは本人も覚えていない様子。妖怪となって日が浅かったため勝手がわからず戸惑っていた時におりんと出会い、その使い魔となる。いずれもひと癖ある妖したちの中では比較的素直な性格である。好物は砂糖をかけた生野菜。広人を「家主」と呼び、お嬢様っぽい口調で話す。
ユキメ
雪女郎。冷気としてアパートの窓から入り込み、ねこがみさまの霊気によって実体化した。暖房によって溶けかけていたところを広人に（水風呂に入れることで）救われ、以後彼を恩人として慕う。巨乳であり、天然系で言動がそこはかとなくエロい。着衣もややルーズフィットな着物で、ことあるごとに露出度が高くなる。冷気を操り、物を凍りつかせることができる。熱さや暑さが苦手で、通常は冬季しか人間界に滞在できないが、ねこがみさまの霊気のおかげで春になっても滞在していられるらしい。お陰で2巻ではこれまで話にしか聞いたことの無かった桜の花を見ることができ、広人とねこがみさまに感謝していた。3巻では暑さ対策として冷えピタの使用を覚えた。好物はしょうゆやめんつゆをかけた氷。やや間延びした口調で話す。
守宮（もりみや）
大ヤモリの妖し。人間態は和服姿で総髪の礼儀正しく涼やかな青年。「屋守」としておりんに仕えていた。ただし昔のことはあまり覚えておらず、人間社会の常識にはかなり疎い。屋内で力を発揮し、探索や結界を張るなどの活躍を見せる。また体術も相当なものである。夜刀と同様に「荒ぶる魂」をおりんに鎮められ、使い魔となった。
モサコさん
鰹屋家の飼い猫。もさもさ毛並みで茶トラのデブ猫。おりん亡き後、ねこがみさまがくるまでは広人の唯一の家族だった。
おりん
広人の祖母。故人。凄腕の拝み屋で、人に害をなす妖しを退治していたらしい。
広人には優しいばあちゃんだったが、守宮によれば気性の激しい女性で、妖しからは「烈火のおりん」などと呼ばれ恐れられていたとのこと。夜刀との戦いでは3つの山が崩れ、町がひとつ水没するところであったという。
幼い広人を引き取った後、妖し達を封印して拝み屋を廃業した。

### 人間以外

#### 神様
耀姫（あきひめ）
人間としての名前は早宮耀奈（はやみや あきな）。早宮神社の娘で中学3年生（3巻から高校1年生）。本性は下社祭神である八頭龍大神（やずりゅうのおおかみ）で、有里間区の産土神（うぶすながみ）である。とても女神とは思えない現代的で俗っぽい性格であり、極度のめんどくさがりだが、一応は産土神としての責任感と面倒見の良さからことあるごとに広人とねこがみさまに関わってくる。本人いわく、鰹屋家に入りびたるのは本性を隠す必要が無くて居心地がいいからだが、広人に思いを寄せつつある様子も見受けられる。何故か玄関を使わずにいつも窓から出入りし、広人からは苦情を言われているが全く気にしていない。牛乳及びミルク系の食べ物が好物で、鰹屋家の冷蔵庫に図々しくマイ牛乳をキープしている。従姉の（ということになっている）涼子の影響なのか、何かにつけてうんちく混じりの熱弁を振るう癖がある。語尾は「～よね」。
早宮神社（はやみや じんじゃ）
通称「耀姫神社」。西東京市有里間区にあり、美しい梅園で名高い、由緒ある神社。鎌倉時代の武家の姫君で、心優しい美姫であったが、戦死した許嫁を慕って入水死し、龍神となって天に昇ったという耀姫が「八頭龍大神」として祭られている。
奥社祭神 : 天手力雄命 天鈿女命 天児屋命
上社祭神 : 菅原道真公
下社祭神 : 八頭龍大神
菅原道真
早宮神社上社に合祀されている神様。日本全国で信仰を集めているためか、地域限定の産土神である耀姫よりも神としての格は上である。人間としての姿はスーツ姿で眼鏡をかけた冷たい感じの青年。普段は冷静だがキレると（文字通り）雷を落とす。性格は真面目で、やや陰険なところがある。耀姫からは「みっちゃん」と呼ばれるが、本人はとても嫌がっている。愛車はポルシェ911カレラ4S。
3巻ラストで（耀姫の依頼により）広人を監視するため、彼の通う高校の臨時講師として赴任して来る。

#### 妖怪その他
羽沢 ひかる（はざわ ひかる）
2巻より登場。幽霊少女。遊園地「ありまえん」で自分を認識した広人（とねこがみさま）に取り憑く。長い黒髪の美少女で、何故かベビードール姿。強気で高慢な態度は生前のことを思い出せない不安の裏返しである。フルネームは2巻ラストで明らかになる。
氷川台 あやの（ひかわだい あやの）
3巻より登場。広人の後輩として高校に入学してきた、才色兼備の巨乳美少女。本性は金狐で、人間を父親にもつ半妖。そのために人・妖双方から疎まれる「狭間の者」。10年前、当時6歳の広人と出会ったことがあり、以来彼を慕っていたが、広人はそのことを忘れていた。一人称は「わらわ」。
甚右衛門（じんえもん）
あやのに仕える金狐の男性。本来は当主の意を受けたお目付け役だが、心情的にはあやの寄りであり、最終的には当主に背いてあやのを助ける。金狐一族のメイド部隊を配下に持つ。
桂木（かつらぎ）
金狐メイド部隊のメイド長。見た目は10代後半くらいの長身の少女で、甚右衛門と同じく昔からあやのに仕えている。
筐（はこ）
4巻より登場。榊に仕える付喪神の少女で本体は花筐。夜刀や守宮とは旧知の仲。

### 人間
春日 美薫（かすが みか）
広人の幼馴染でクラスメイト。父親は市会議員で、広人の住むアパートの大家でもある。かつて広人に救われたことから彼に思いを寄せるが、生来の気の強さから素直になれない、典型的なツンデレ美少女。ねこがみさまの出現以来、広人の周囲に美女・美少女が次々と集まってくることに危機感を抱くが、相変わらず素直になれない。専属運転手付きの車で送迎されるお嬢様だが、家事はかなり得意で、一人暮らしとなった広人の面倒をなにくれとなく見ていた（広人の料理その他の腕前については知らなかった様子）。
広人から「事情説明」として妖怪や幽霊など人外の話を聞いても頭から信じようとしない。実際には信じていないわけではなく、広人が「普通の人間」でいられるように、あえて信じないふりをしているらしい。
旭丘 涼子（あさひがおか りょうこ）
広人と美薫の1年先輩で、2人の所属する「生活科学部」の部長。そのため「部長」「涼子部長」と呼ばれる。（人間としての）早宮耀奈の従姉にあたる。フェロモン漂う美貌とグラビアアイドルばりのスタイルの持ち主だが、変なコスプレが（自分でするのも他人にさせるのも）大好きで言動が非常に怪しい、自他共に認めるまぎれも無い変態である。どこからともなく唐突に現れて無駄なうんちくを垂れ流しつつ男前な口調で熱弁を振るう。自称、広人の第一夫人。ねこがみさま目当てでもあったようだが、広人に対しては意外に本気らしい。人間のはずだがそのキャラゆえか、4巻巻頭のキャラクター紹介では「人？」という微妙な分類をされた。
榊 弓（さかき ゆみ）
おりんの師匠。90歳という高齢ながら現役の拝み屋で、屋敷にいる付喪神たちからも慕われている。

## 既刊一覧
| タイトル | タイトル      | 初版発行日     | ISBN              |
| -------- | ------------- | -------------- | ----------------- |
| 1        | よめせんっ！  | 2009年11月10日 | 978-4-04-868146-9 |
| 2        | よめせんっ！2 | 2010年4月10日  | 978-4-04-868457-6 |
| 3        | よめせんっ！3 | 2010年9月10日  | 978-4-04-868830-7 |
| 4        | よめせんっ！4 | 2011年5月10日  | 978-4-04-868830-7 |
| 5        | よめせんっ！5 | 2012年1月10日  | 978-4-04-886252-3 |
| 6        | よめせんっ！6 | 2012年10月10日 | 978-4-04-886984-3 |
| 7        | よめせんっ！7 | 2013年1月10日  | 978-4-04-891325-6 |